# Christian Adolph Ferdinand Fibiger
Christian Adolph Ferdinand Fibiger (født 27. august 1813 i København, død 27. august 1841 i Vejle) var en dansk officer.
Han var søn af oberstløjtnant Adolph Fibiger, blev i sit 9. år volontær i Landkadetkorpset, landkadet 1827, kommandersergent i Korpset 1828, sekondløjtnant ved Kongens Regiment 1829 med anciennitet fra 1826 og premierløjtnant 1835. Det følgende år blev han, efter at have underkastet sig afgangseksamen i ingeniørafdelingen ved Den kongelige militære Højskole, forsat til Ingeniørkorpset og her sekondkaptajn 1841. Fibiger havde fra ganske ung af syslet med litteraturen, navnlig Danmarks historie, og 1839 udkom Historisk Læsebog for Bondestanden, hvilket lille skrift snart blev en af de mest læste folkebøger. Desværre blev dette for en ung begynder lovende arbejde forfatterens sidste. Han måtte kort efter rejse til Madeira for at søge lægedom mod en under sin ingeniørvirksomhed langs vestkysten af Jylland pådraget brystsygdom, men vendte uhelbredt tilbage, og 1841 på sin 28. års fødselsdag døde han. 